# Evangelische Kirche (Hartenrod)

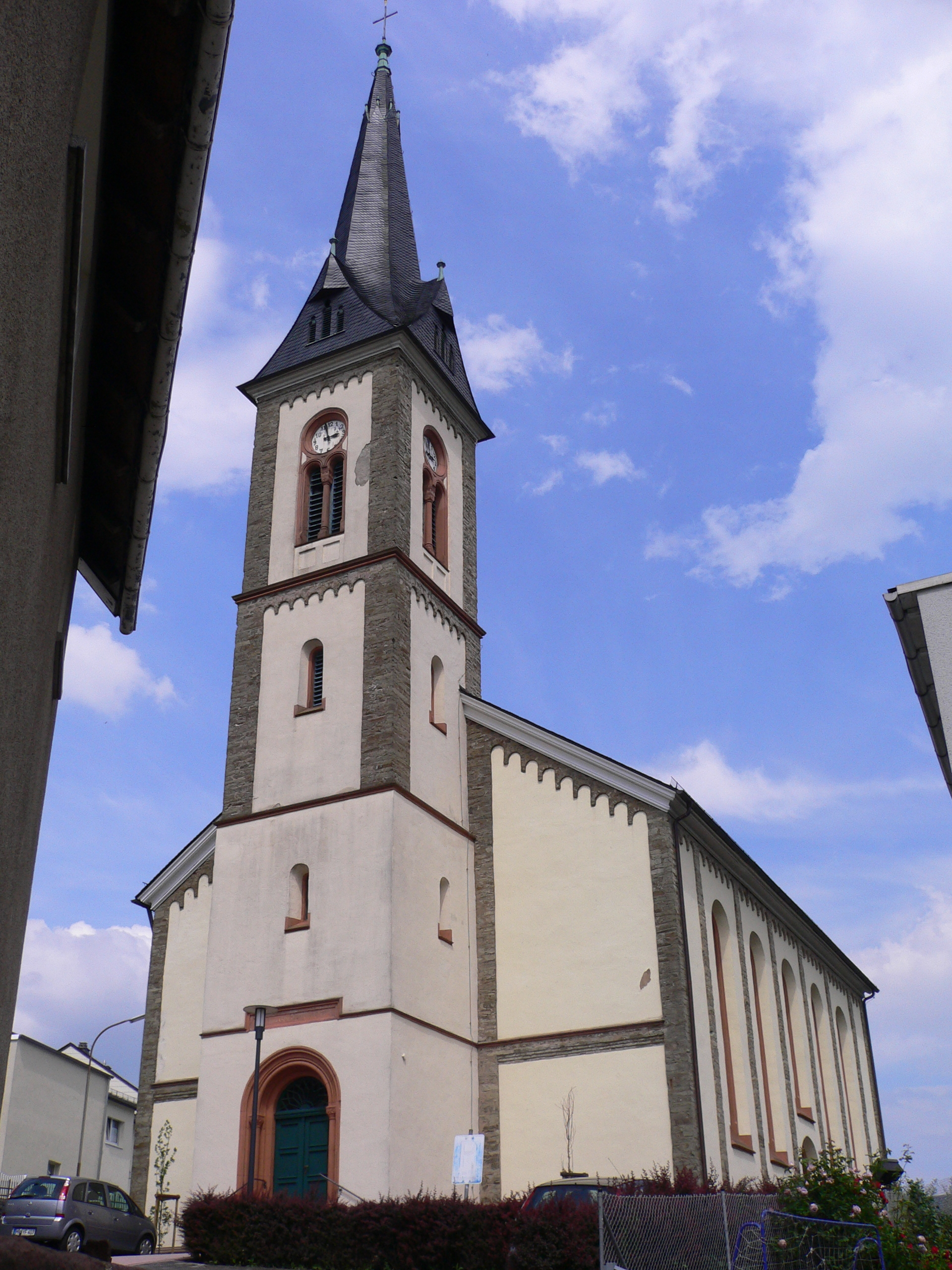
Evangelische Kirche in Hartenrod

Die Kirche Hartenrod ist ein denkmalgeschütztes Kirchengebäude in Hartenrod im Hessischen Hinterland. Die Kirchengemeinde gehört zum Dekanat Biedenkopf-Gladenbach in der Propstei Nord-Nassau der Evangelischen Kirche in Hessen und Nassau.

## Beschreibung
Bereits 1455 wurde eine neue Kirche anstelle eines Vorgängerbaus errichtet. Für die wachsende Zahl der Kirchenbesucher erwies sich diese Kirche mit der Zeit als zu klein. Deshalb und wegen Baufälligkeit wurde sie 1845 abgerissen.
1858 entstand die weiträumige Hallenkirche mit einem viergeschossigen Kirchturm im Westen nach einem Entwurf des Kreisbaumeisters Georg Sonnemann, der seine Vorstellungen über das Neuluthertum verwirklichte. Das oberste Geschoss des Turms beherbergt die Turmuhr und den Glockenstuhl hinter den als Biforien gestalteten Klangarkaden.
Von den drei Kirchenglocken mussten im Ersten Weltkrieg zwei abgeliefert werden. Sie wurden 1920 durch Gussstahlglocken ersetzt. Im Zweiten Weltkrieg musste die verbliebene Bronzeglocke abgeliefert werden. Für sie wurde 1951 eine Glocke aus Kloxin ausgeliehen. Bedeckt ist der Turm mit einem achtseitigen, schiefergedeckten, spitzen Helm.
Das Kirchenschiff hat fünf fast raumhohe Bogenfenster an der Nord- und der Südseite, die als Bleiglasfenster ausgeführt sind, und drei große Fenster im Abschluss des Chors. Der mit einer Kassettendecke überspannte Innenraum hat Emporen an drei Seiten.

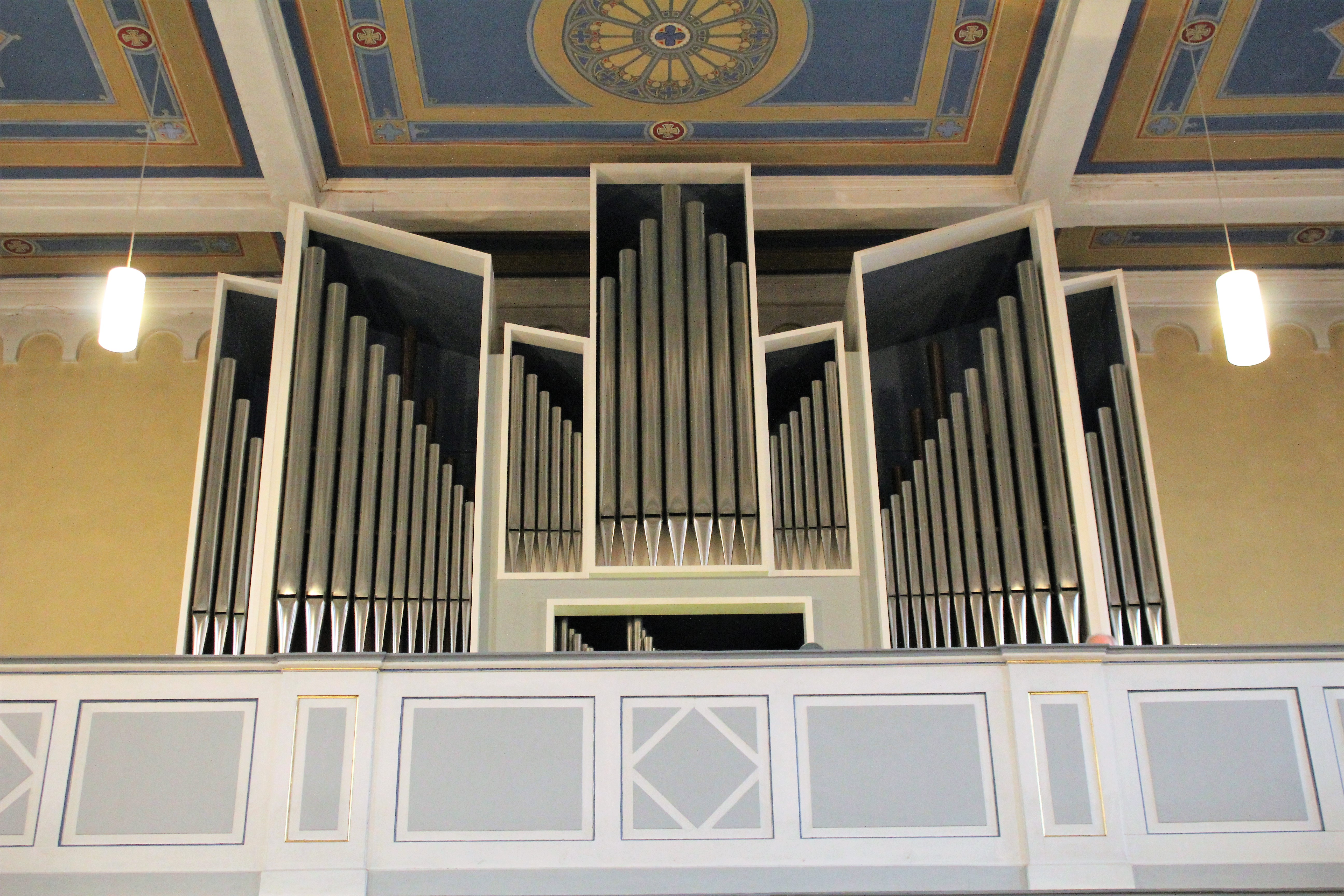
Orgel

Die Orgel mit 18 Registern, 2 Manualen und Pedal wurde 1968 von der Werner Bosch Orgelbau geschaffen.